# Vùng áp cao Açores
Vùng áp cao Azores hay vùng áp cao Bắc Đại Tây Dương, vùng xoáy nghịch Bắc Đại Tây Dương hoặc vùng áp cao Bermuda, vùng xoáy nghịch Bermuda, là một trung tâm bán vĩnh cửu cận nhiệt đới lớn của khu vực áp cao tìm thấy gần Açores trong Đại Tây Dương, ở khu vực vĩ độ ngựa. Nó tạo thành một cực của dao động Bắc Đại Tây Dương, cực kia là vùng áp thấp Iceland. Hệ thống này ảnh hưởng tới thời tiết và các kiểu khí hậu của phần lớn khu vực Bắc Phi và châu Âu. Sự khô cằn của sa mạc Sahara và bồn địa Địa Trung Hải là do sự lắng xuống của không khí trong hệ thống.
Trong mùa hè, áp suất trung tâm nằm ở khoảng 1.024 mbar/hPa), và di chuyển về phía bắc về phía bán đảo Iberia, gây ra chỏm áp cao ngang qua Pháp, miền bắc Đức và đông nam Vương quốc Anh. Nó đưa tới thời tiết nóng và khô cho các khu vực này. Đó là khi các đợt nóng điển hình giữa và cuối mùa hè xuất hiện, với nhiệt độ rất nóng và thời tiết khô kéo dài. Nhiệt độ có thể lên tới trên 30 °C (86 °F). Trong các năm mà vùng áp cao Azores phát triển tốt, nó trải rộng về phía tây tới Bermuda, và gây ra các ảnh hưởng đối với thời tiết tại miền đông Hoa Kỳ. Khi nó có ảnh hưởng tới các điều kiện thời tiết tại miền tây Đại Tây Dương, vùng áp cao Azores cũng có thể được gọi là vùng áp cao Bermuda. Trong mùa đông, vùng áp cao di chuyển về phía nam Azores, và các dao động thất thường trong áp suất tạo ra thời tiết biến động nhiều hơn.

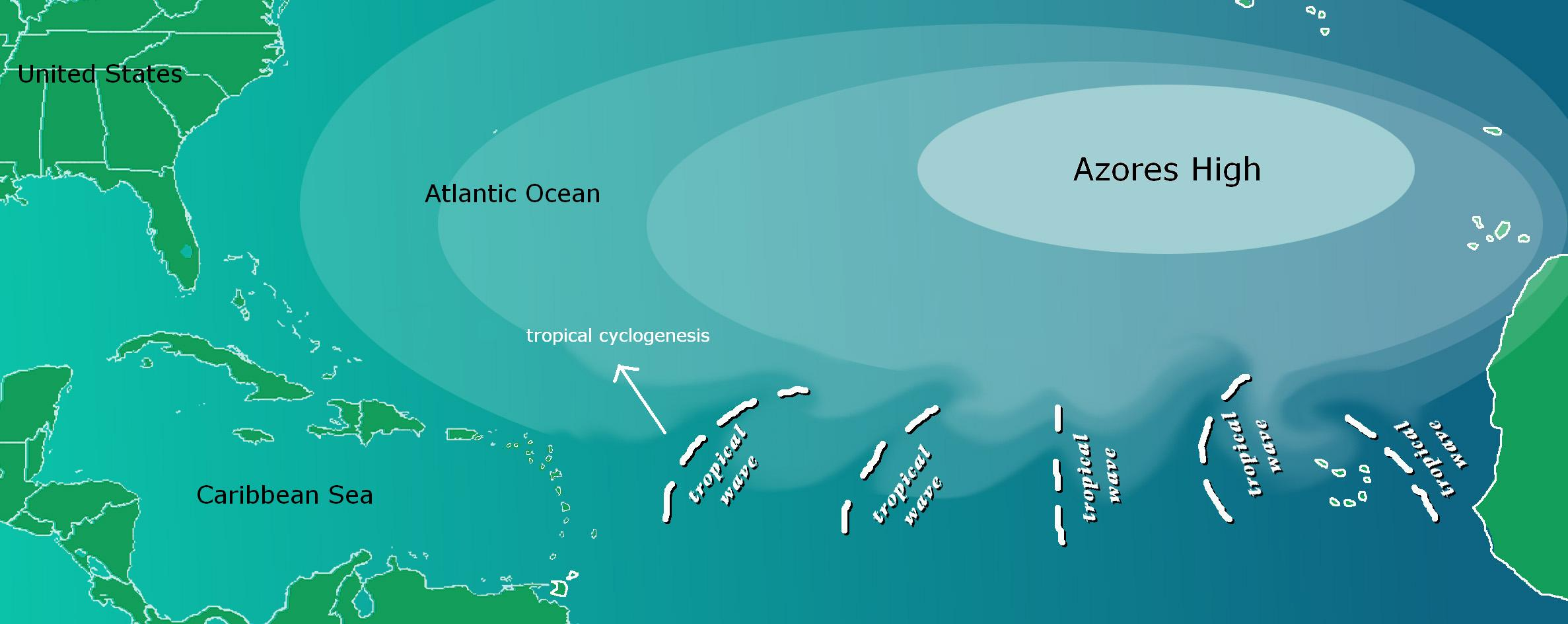
Hình thành sóng nhiệt đới.

Vùng ngăn trở áp cao này thể hiện bản chất xoáy nghịch, luân chuyển không khí theo chiều kim đồng hồ. Do hướng này của chuyển động, các sóng đông châu Phi bị đẩy dọc theo phần chu vi phía nam của vùng áp cao Azores ra xa khỏi vùng duyên hải Tây Phi về phía Bắc Mỹ và Caribe, đôi khi kích thích hình thành xoáy thuận nhiệt đới, đặc biệt trong mùa bão.